# Biofeedback

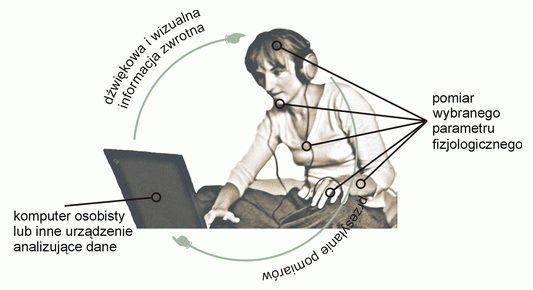
Mechanizm biofeedbacku.

Biofeedback, biologiczne sprzężenie zwrotne – dostarczanie człowiekowi informacji zwrotnej („feedback”) o zmianach jego stanu fizjologicznego. Zmiany fizjologiczne organizmu monitorowane są przez odpowiednie urządzenie, np. pomiarowy system komputerowy.
Metoda ta wykorzystywana jest między innymi w psychologii, w medycynie, w parapsychologii, ale także w sporcie czy biznesie. 
Jest to także metoda terapii, polegająca na podawaniu pacjentowi sygnałów zwrotnych o zmianach stanu fizjologicznego jego organizmu, dzięki czemu może on nauczyć się świadomie modyfikować funkcje, które normalnie nie są kontrolowane świadomie, np. fale mózgowe, opór elektryczny skóry (GSR), napięcie mięśni itp.
Informacje przekazywane są w formie: 
- wizualnej – np. podczas pogłębiania koncentracji na ekranie monitora powiększa się piłka lub samolot leci wyżej, w chwilach rozproszenia piłka znika, natomiast samolot obniża lot;
- akustycznej – przyjemny dźwięk przy „sukcesie”, nieprzyjemny przy „porażce”.

Biofeedback nie jest alternatywną formą terapii w stosunku do farmakoterapii. W niektórych schorzeniach ją zastępuje, w innych uzupełnia. Przewagą biofeedbacku jest to, że jest to metoda całkowicie bezpieczna, bez skutków ubocznych. Motorem skuteczności terapii jest silna wola i motywacja pacjenta. I właśnie ten czynnik podkreślają terapeuci: poczucie odpowiedzialności pacjenta za wynik własnego leczenia.
Szczegółowy przebieg sesji biofeedback różni się w zależności od rodzaju biofeedbacku.

## Rodzaje biofeedbacku
- Biofeedback EEG (ElektroEncefaloGrafia) lub neurofeedback – wykorzystuje właściwość, że mózg ludzki w ramach swojej aktywności wytwarza różne zakresy fal elektromagnetycznych, charakterystycznych dla różnych rodzajów tej aktywności. Np. fale alfa w stanie relaksu w odprężenia, środkowe pasmo fal beta w stanie wytężonego wysiłku umysłowego, fale delta w stanie głębokiego, regenerującego snu. W niektórych dysfunkcjach mózgu występuje zarówno niedobór jak i nadmiar fal o pewnych częstotliwościach, co uniemożliwia pacjentowi wykonywanie pewnych czynności (np. dzieci z ADHD mają problem ze skupieniem się na wykonaniu konkretnego zadania lub kontrolowaniem emocji). Urządzenie do neurofeedbacku to wzmacniacz fal EEG (tzw. głowica) z odpowiednim oprogramowaniem. Elektrody podłączane w różnych miejscach na skórze czaszki i uszach zbierają dane o występowaniu poszczególnych pasm fal, oprogramowanie zamienia te informacje w zrozumiały dla pacjenta obraz. Pacjent ma tak sterować aktywnością swojego mózgu, aby np. widziany na ekranie samochód wyścigowy przyśpieszył. Neurofeedback jest stosowany w terapii dzieci z ADHD (zespół nadpobudliwości psychoruchowej), u ludzi z zaburzeniami procesu uczenia się, po urazach czaszki, wspomaga leczenie padaczki. Jest również polecany osobom zdrowym dla poprawy koncentracji, pamięci, w leczeniu nerwicy natręctw, redukcji stresu i poprawy kreatywności, stosowany również dla zabawy i gry (mindball).
- Biofeedback EMG (ElektroMioGrafia) – Punktem wyjścia jest założenie, że napięcie mięśniowe (mierzone w mikrowoltach) wskazuje na stres. Sesja biofeedbacku polega na tym, że urządzenie wychwytuje elektryczne sygnały w mięśniach, typowo w mięśniach ramienia i czaszki, a następnie przekłada je na formę zrozumiałą dla pacjenta, np. żarówka błyska lub włącza się sygnał dźwiękowy, gdy mięsień się napina.
- Biofeedback GSR (reakcja skórno-galwaniczna) lub EDR (Electro Dermal Response) – mierzy elektryczne przewodzenie skóry, które zmienia się w zależności od ogólnego pobudzenia współczulnego układu nerwowego. Elektrody montuje się na opuszkach palców. Biofeedback GSR najlepiej wykrywa zależności między stanem somatycznym i psychicznym człowieka, dlatego wykorzystywany jest w wykrywaczach kłamstw. Wykres GSR ma największy zasięg i jest najbardziej czułym pomiarem ze wszystkich rodzajów biofeedbacku. W medycynie służy do monitorowania przebiegu hipno- i psychoterapii, leczenia nadciśnienia, dychawicy oskrzelowej, nadmiernego pocenia się. Jest również polecany osobom zdrowym dla poprawy koncentracji, panowania nad emocjami i relaksacji.
- Biofeedback HEG (Hemo-encephalo-graphy) mierzy temperaturę głowy za pomocą termometru na podczerwień umieszczonego na głowie lub wykorzystuje zmiany spektrum podczerwieni generowanej przez przepływająca krew (bardziej czerwony kolor oznacza większe natlenienie krwi).
- Biofeedback HRV (Heart Rate Variability) – oparty na analizie zmienności rytmu serca.
- Biofeedback oddechowy – aparat do biofeedbacku składa się z czujnika rytmu i długości wydechów. Wyniki pokazywane są za pomocą krzywej audiowizualnej. Ma zastosowanie u pacjentów z padaczką i chorobami układu oddechowego (np. dychawicą) i układu krążenia.
- Biofeedback RSA (Respiratory Sinus Arrhythmia) – pozwala ocenić, a także skutecznie skorygować stan zaburzonych funkcji wegetatywnych. Metoda została wynaleziona i opracowana w Rosji na początku lat 80 przez naukowca – fizjologa Aleksanda Smetankina. Trening RSA Biofeedback odbywa się za pomocą urządzenia (głowicy), które rejestruje elektryczną aktywność serca (EKG) przy pomocy elektrod zamocowanych na skórze klatki piersiowej i specjalnego oprogramowania. Poprzez elektrody i głowice do komputera dociera informacja EKG, specjalny program wyodrębnia rytm serca (HR) człowieka i w czasie rzeczywistym odzwierciedla na komputerze w zrozumiałej dla człowieka postaci multimedialnej.  RSA Biofeedback jest stosowany do terapii dzieci z ADHD, zwiększenia kreatywności, polepszenia koncentracji uwagi, pamięci, zwiększenia odporności na stres, zahamowania lęków, zwiększenia pewności siebie, zmniejszenia agresji, polepszenia zachowania dzieci i młodzieży, logoterapii, rehabilitacji widzenia, zaburzeń psychoemocjonalnych, w profilaktyce chorób układu oddechowego, w profilaktyce chorób sercowo-naczyniowych, u często i przewlekle chorujących dzieci, w zaburzeniach wegetatywno-naczyniowych, zaburzeniach psychosomatycznych, przygotowaniu kobiet do porodu, nadciśnieniu 1–2 st., migrenach oraz astmie.
- Biofeedback SCP Wolne potencjały korowe - zmiany polaryzacji kory mózgowej, rejestrowane na powierzchni czaszki jako wolne potencjały. Negatywna polaryzacja oznacza większą aktywność pracy neuronów w rejestrowanym obszarze mózgu. Trenuje się poniżej częstotliwości 1–2 Hz.
- Biofeedback temperaturowy – temperatura skóry zależy, oprócz czynników zewnętrznych, również od stanu psychicznego człowieka. Czujnik temperatury (termistor) zakłada się na opuszkę palca. Celem treningu jest osiągnięcie wyższej temperatury niż aktualna u danego pacjenta. Biofeedback temperaturowy stosowany jest do treningu relaksu, ale także w medycynie do leczenia niedokrwienia kończyn, chorobie reumatycznej, astmie.